# Sukiyaki
Ne pas confondre avec le très différent sukiyaki thai, dont le nom est tiré du nom japonais, pour lequel on trouve relativement facilement en France une sauce très épicée parfois appelée sauce sukiyaki
Pour les articles homonymes, voir Fondue.
Le sukiyaki (すき焼き / 鋤焼) est un plat japonais, parfois appelé fondue japonaise. C'est un nabemono, une sorte de fondue (ou ragoût), proche du shabu-shabu. On fait cuire du bœuf et des légumes crus, arrosés d'une sauce warishita, composée de mirin, de saké, de shoyu et de sucre.

## Ingrédients
La viande de bœuf est coupée en très fines tranches d'environ 2 mm. De nombreux autres ingrédients peuvent être ajoutés comme des champignons shiitake ou enokitake, du shungiku (feuilles de chrysanthème), des nouilles shirataki de konjac, du chou chinois ou du tofu.

## Préparation
Une marmite spéciale en fonte, appelée sukiyaki-nabe, est placée au centre de la table avec la sauce warishita. Chacun fait cuire les aliments de son choix dans la marmite puis les trempe dans un petit récipient individuel dans lequel un œuf a été cassé et battu. Le sukiyaki est très apprécié par les Japonais, c'est un plat de famille savoureux.